# Eutiner Bibelgesellschaft
Die Eutiner Bibelgesellschaft (früher: Bibelgesellschaft für das Fürstentum Lübeck zu Eutin) dient bis heute als Bibelgesellschaft im Bereich der Propstei Eutin im Kirchenkreis Ostholstein der Evangelisch-Lutherischen Kirche in Norddeutschland nicht dem Druck eigener Bibeln, sondern vor allem der Verbreitung andernorts gedruckter Bibeln sowie bibelpädagogischen Aktionen. Sie war von 1980 bis 2012  Mitglied des Vereins „Nordelbische Bibelgesellschaften e.V.“. Sie ist an der Vollversammlung der Deutschen Bibelgesellschaft beteiligt.

## Geschichte

### Gründung
Im Sommer 1816 reiste der Pfarrer Ebenezer Henderson, Agent der Britischen und Ausländischen Bibelgesellschaft für Nordeuropa, von Dänemark über Schleswig nach Eutin. Eutin war die Hauptstadt des Fürstentums Lübeck und als solche in den Augen Hendersons als Sitz einer Bibelgesellschaft wohl geeignet. Im Reichsdeputationshauptschluss und der „Besonderen Konvention“ von 1803 wurde das Fürstbistum säkularisiert und dem Oldenburger Herzog, dem bisherigen Fürstbischof, als weltliches Fürstentum zugesprochen. 1816 war Eutin ein relativ selbständiger Teil des Herzogtums Oldenburg, das durch den Wiener Kongress zum Großherzogtum erhoben worden war.
Überzeugt von der „guten Sache“, die durch den Pfarrer Ebenezer Henderson vertreten wurde, lud der Eutiner Superintendent Detlev Olshausen am 21. Juli 1816 eine Anzahl von ehrbaren Bürgern zusammen, „um auch für das Fürstenthum Lübeck eine Bibelgesellschaft zu Stande zu bringen“.
Der Gedanke einer lokalen Bibelgesellschaft konnte den Eutinern nicht ganz fremd gewesen sein. Stand doch der Freund und Begleiter des Präsidenten Stolberg, der Eutiner Kammerassessor Georg Heinrich Ludwig Nicolovius, schon 1814 einer preußischen Bibelgesellschaft vor. Im Hause des Superintendenten Olshausen hatte sich dann auch eine stattliche Versammlung der Eutiner höfischen und geistlichen Gesellschaft eingefunden. Man sollte bedenken, dass von den 24 Anwesenden 13 Teilnehmer fürstbistümliche Beamte, 8 Pastoren und 3 Handwerker waren! Die elitäre Zusammensetzung der ersten Zusammenkunft war für die gesellschaftliche Zukunft der Bibelgesellschaft ausschlaggebend.
Aufgrund der Vorbereitungen konnte dann am 20. Oktober 1816 eine öffentliche Einladung an „Freunde der Bibel und der Religion im Fürstenthume Lübeck“ bekannt gegeben werden, „einen Verein zur Verbreitung der ersten und zur Förderung der andern zu bilden“. Jeder Einwohner des Fürstentums wurde aufgefordert unter der Bedingung, dass „er sich zu einem jährlichen Beitrage von wenigstens einem Reichsthaler anheischig macht“, Mitglied der Bibelgesellschaft zu werden. Zu diesem Zweck lagen in allen drei Pfarrhäusern der Stadt Eintrittslisten aus. 
Das Datum dieses öffentlichen Aufrufs, in dem auch über die Arbeit der Britischen und Ausländischen Bibelgesellschaft informiert wurde, sieht die Eutiner Bibelgesellschaft als ihr Gründungsdatum an. Der Aufruf vom 20. Oktober 1816 wurde von 12 Teilnehmern der ersten Sitzung unterschrieben. Am Neujahrstag 1817 fand dann die erste Versammlung der Eutiner Bibelgesellschaft im Hause des Superintendenten Olshausen statt.
Die Statuten der Bibelgesellschaft spiegelten die Theologie, Frömmigkeit und den Geist der Gründungsväter der Eutiner Bibelgesellschaft wider. So heißt es denn auch: 

„Der Zweck dieser Gesellschaft ist Förderung christlicher Erkenntnis und Gesinnung zunächst in diesem Fürstenthume, und sonst, soweit ihre Kräfte reichen, durch die Verbreitung von Bibeln und Neuen Testamenten oder von einzelnen Büchern der Bibel nach Luthers Übersetzung, ohne Anmerkungen und Auslegungen.“

Zweifellos waren die geistlichen Voraussetzungen bei den Gründern der Bibelgesellschaft sehr unterschiedlich. Seine Hochfürstliche Durchlaucht Peter Friedrich Ludwig war als weiser Landesvater bekannt, der zahlreiche kulturelle, geistliche, volkserzieherische Gründungen ins Leben gerufen und zu blühenden Institutionen verholfen hatte, sei es das Armenversorgungswesen, die Schulfonds oder die Gymnasialreformen. Vielleicht aufgrund seiner tragischen Familiengeschichte lebte er 

„in fast mönchischer Entsagung, in größter Einfachheit, jedem Vergnügen abgeneigt, nur der Arbeit für sein Land hingegeben.“

Der Herzog erklärte sich bereit, aus eigener Schatulle jedem Konfirmanden in seinem Fürstentum, etwa ein Jahr vor der Konfirmation, eine Bibel zu schenken, so dass jeder für den Konfirmandenunterricht seine eigene Bibel besaß. Die Bibelgesellschaft hatte daher in den ersten Jahren nur den Bibelbedarf unter den Erwachsenen zu ermitteln und ihnen Bibeln zu beschaffen.

### Weitere Entwicklung im 19. Jahrhundert
Die besten und aufgeschlossensten Männer der Eutiner Regierung und des Konsistoriums bekannten sich zur Bibelbewegung. Den Schleswig-Holsteinern folgend, die sich für ihre Jahresversammlungen im Schloss Gottorf trafen, und um der neuen Gesellschaft das landesväterliche Dekorum zu geben, wurde die zweite Generalversammlung der Eutiner Bibelgesellschaft am 30. Juni 1817 im herzoglichen Schloss abgehalten. Auch wurde es Sitte, dass der Direktor alljährlich zur Generalversammlung eine Anrede hielt, die gedruckt wurde. Immer wieder wurde die geistliche Kälte und Gleichgültigkeit gegenüber den höheren Angelegenheiten des Menschen angeprangert.
Von 1818 bis 1841 tagte die Jahresversammlung alljährlich unter Vorsitz des Direktors im Saal des neuen Rathauses. Ein andauerndes Problem in den ersten Jahren des Bestehens der Bibelgesellschaft war der offensichtlich weitverbreitete irrige Eindruck, dass die Eutiner Bibelgesellschaft ein „geschlossener Verein“ sei, eine Vorstellung, die ohne Zweifel durch die gesellschaftliche Zusammensetzung der Mitglieder bei der Bevölkerung genährt wurde.
Der geistliche Zusammenhalt der Eutiner Bibelgesellschaft mit der Muttergesellschaft in London, der Schleswig-Holsteinischen, der Hamburg-Altonaischen und der Russischen Bibelgesellschaft wurde durch Korrespondenz und durch den Austausch von Jahresberichten gefördert.
1834 richtete sich der Superintendent an die Bibelfreunde und ermahnte sie, die wissenschaftlichen Erkenntnisse bezüglich des Ursprungs, des Zwecks und der Gestaltung der heiligen Urkunden zu beachten. Liest man die Anreden der Eutiner Theologen, so empfindet der Leser, dass der aufklärerische Geist durch Anwendung der Vernunft den Kampf der Konfessionen untereinander überwinden wollte. 
Die ehemalige Bereitschaft der Eutiner Geistlichkeit, an den jährlichen Generalversammlungen der Bibelgesellschaft teilzunehmen, war inzwischen so weit abgeflaut, dass zur 21. Generalversammlung nur noch Pastor Johann Christoph Schwarck aus Malente erschien. Da man es nicht für nötig hielt, noch neben dem Direktor einen Vizedirektor zu haben, wurde Pastor Encke ersucht, das Amt des Direktors zu übernehmen. Außerdem beschloss man, dass sämtliche Lehrer an den fürstlichen Schulen, auch ohne sich zu einem jährlichen Beitrag zu verpflichten, berechtigt sein sollten, Mitglieder der Bibelgesellschaft zu werden. 
Als am 18. Juli 1849 die 30. Generalversammlung zusammentrat, waren außer drei Pastoren 11 Schullehrer anwesend. In den vierziger Jahren übernahm die Bibelgesellschaft die Verteilung von Gesangbüchern zu ermäßigten Preisen. Bis 1852 sind 7.417 Bibeln und 637 Gesangbücher ausgegeben worden. Die Mitgliederzahl belief sich auf 30 Personen.

### Entwicklungen im 20. Jahrhundert
Am 25. November 1901 trafen sich die Mitglieder im Jünglingsverein zu Eutin, um eine neue Satzung für die Bibelgesellschaft zu entwerfen, 

„da die gegenwärtige Verfassung sich mit der Zeit und insbesondere unter der günstigeren materiellen Lage der Gesellschaft etwas verflüchtigt hat, so dass den alten Satzungen gemäß nicht mehr verfahren wurde und zuletzt im Jahre 1897 einige Beisitzer in den Vorstand gewählt wurden, hat sich die Notwendigkeit herausgestellt, neue Satzungen zu entwerfen.“

Zu den Jahresversammlungen von 1902 bis 1910 traf man sich regelmäßig im November in der Sakristei der Stadtkirche. Den Vorsitz führte jeweils der Superintendent. Auffallend ist die fast vollzählige Anwesenheit der elf Pastoren der fürstlich-eutinischen Kirche bei den Jahresversammlungen der Bibelgesellschaft, so dass man den Eindruck gewinnt, dass die Jahresversammlungen möglicherweise auch die Funktion eines geistlichen Konsistoriums hatten.
Von 1922 an nahmen außer allen Pastoren auch wieder mehrere Lehrer an den jährlichen Generalversammlungen teil. Am 2. Juni 1930 wählte die Landessynode Pastor Wilhelm Kieckbusch aus Malente zum Landespropst. Als solcher rief er am 23. Mai 1934 eine Versammlung der Eutiner Bibelgesellschaft zusammen, an der vierzehn Pastoren teilnahmen. Zur Mitarbeit in der Leitung der Eutiner Bibelgesellschaft berief er Pastor Walter Röpcke aus Eutin „und bildete mit ihm fortan den Vorstand“. Mit diesem kurzen Bericht schließt das handgeschriebene Protokollbuch der Eutiner Bibelgesellschaft.
Am 19. März 1956 wurde eine Mitgliederversammlung abgehalten. Pastor Röpcke schied aus dem Vorstand aus und sein Platz wurde von Pastor Walter Tilburzy eingenommen. Am 9. Dezember 1963 richtete der inzwischen zum Bischof ernannte Wilhelm Kieckbusch ein Schreiben an das Amtsgericht Eutin: 

„Da die folgenden Vereine keine Mitglieder mehr aufweisen, beantrage ich, diese Vereine aus dem Register der eingetragenen Vereine zu streichen.“

Es handelte sich dabei um folgende Vereine: Verein für weibliche Gemeindepflege, Verein Bibelgesellschaft, Evangelischer Landesverein Gustav-Adolf-Stiftung, Verein Diakonie der evangelischen Kirchengemeinde Eutin. Am 17. Januar 1964 wurde der Name der Bibelgesellschaft aus dem Vereinsregister beim Amtsgericht Eutin gelöscht.
Zweifellos ist die im Jahr 1965 wiedererwachte Eutiner Bibelgesellschaft das geistliche Erbe des Rensefelder Pastors Hartwig Bünz. In seinem Bericht an den Vorsitzenden der Bibelgesellschaft, Herrn Propst Horst Dreyer, vom 25. Februar 1982 schrieb er:

„Mit offizieller Beauftragung tue ich diesen Dienst seit Anfang 1965, dem Jahr der Gründung des Evangelischen Bibelwerkes ... Ohne besondere Beauftragung habe ich mich auch schon in den Jahren vor diesem Datum nach der damals nahezu leblosen Eutiner Bibelgesellschaft umgesehen und versucht, sie aus ihrem Schlaf zu erwecken, was sich dann wenigstens in meiner damaligen Gemeinde Rensefeld durch vermehrte Bibelanschaffung und Verbreitung niederschlug, aber auch in anderen Gemeinden hier und da Nachahmung fand. Zum Jahre 1965 wurde in der damaligen Landeskirche das Referat für Bibelverbreitung geschaffen, mit dem ich betraut wurde und mir zugleich nahegelegt, die Eutiner Bibelgesellschaft, um die ich mich sowieso schon privat etwas gekümmert hatte, sozusagen ihr einziges Mitglied neben dem Bischof als geborenem Vorsitzenden war, wieder in Gang zu bringen. Zunächst galt es, die doppelte Wurzel der Eutiner Bibelgesellschaft wieder sichtbar zu machen, einmal als freier selbständiger Verein, zum anderen aber die Einbindung an die Funktionen der Landeskirche in Form der von Anfang an bestehenden Regel, dass der Leitende Geistliche von Eutin zugleich Vorsitzender der Eutiner Bibelgesellschaft ist, dieses dann noch verstärkt durch die Bildung des Referats Bibelverbreitung, das seinerseits mit der praktischen Leitung der Bibelgesellschaft verbunden wurde.“

Den persönlichen Einsatz und das intensive Engagement von Pastor Hartwig Bünz nicht nur für die Belange der Eutiner Bibelgesellschaft, sondern auch für die Nordelbischen Bibelgesellschaften und die der Deutschen Bibelgesellschaft über eine Zeit von mehr als 17 Jahren, kann man schlechterdings nicht überbewerten. 
Am 13. Januar 1966 in Schleswig war er einer der Mitbegründer der Arbeitsgemeinschaft Nordelbischer Bibelgesellschaften, die sich aus fünf autonomen Bibelgesellschaften zusammensetzte. Besonders in den siebziger Jahren trafen sich die Mitglieder der Arbeitsgemeinschaft, um ihre gemeinsamen Anliegen für die Bibelverbreitung in Nordelbien zu erörtern. Auch bei der Gründung des Vereins Nordelbische Bibelgesellschaften e.V. am 15. Oktober 1980 in Kiel spielte Pastor Bünz eine entscheidende Rolle. Bis zu seinem Ausscheiden aus dem bibelmissionarischen Dienst am 26. Januar 1983 stand er dem jungen Verein mit Rat und Tat zur Seite. Als Delegierter der Eutiner Bibelgesellschaft nahm er an den Mitgliederversammlungen des Evangelischen Bibelwerkes und nach 1981 an den Vollversammlungen der Deutschen Bibelgesellschaft und den Geschäftsstellen-Konferenzen der Deutschen Bibelgesellschaft teil.
Sein Traum erfüllte sich, als er 1981 mit seiner Geschäftsstelle in das Haus am Kirchplatz 1 einziehen konnte. In der Zeit von 1970 bis 1976 wurden 1.460 Vollbibeln, 925 Neue Testamente, 865 Teilausgaben und 2.871 Auswahltexte der Bibel ausgegeben. Die von Pastor Bünz betreuten Konfirmanden erhielten jedes Jahr jeweils einen Bibelbildband als Geschenk der Bibelgesellschaft.
Am 17. August 1982 wurde der Diakon und Religionslehrer Traugott Bünz mit der Geschäftsführung der Bibelgesellschaft beauftragt. Im Mai 1988 übernahm der Kirchenoberamtsrat Manfred Girndt die Geschäftsführung. Derzeitiger Geschäftsführer ist Werner Guderjan.
Inzwischen werden folgende bibelmissionarische Projekte von der Geschäftsführung verwirklicht: Bei den jährlichen Kirchenkreis-Missionstagen, den Kirchenkreis-Frauentagen und dem Tag der Offenen Tür zu St. Michaelis in Eutin ist die Eutiner Bibelgesellschaft mit einem Bibelstand vertreten. Außerdem ist die Geschäftsstelle der Bibelgesellschaft an verkaufsoffenen Donnerstagen unter Hinweis in der Presse „Eine Bibel für den Gabentisch“ geöffnet. Mitglieder des Posaunenchors erhalten zur Konfirmation und/oder zur Trauung Bibeln als Geschenk der Bibelgesellschaft.